# Geschmacksverstärker
| Liste von Geschmacksverstärkern |
| --- |
| - Adipinsäure (E 355) - Natriumadipat (E 356) - Kaliumadipat (E 357) - Aspartam (E 951) - Neotam (E 961) - Bernsteinsäure (E 363) - Chloride - Kaliumchlorid (E 508) - Calciumchlorid (E 509) - Magnesiumchlorid (E 511) - Glutaminsäure (E 620) - Mononatriumglutamat (E 621) - Monokaliumglutamat (E 622) - Calciumdiglutamat (E 623) - Monoammoniumglutamat (E 624) - Magnesiumdiglutamat (E 625) - Glycin (E 640) - Guanylsäure (E 626) - Dinatriumguanylat (E 627) - Dikaliumguanylat (E 628) - Calciumguanylat (E 629) - Inosinsäure (E 630) - Dinatriuminosinat (E 631) - Dikaliuminosinat (E 632) - Dicalciuminosinat (E 633) - Lactate - Natriumlactat (E 325) - Kaliumlactat (E 326) - Calciumlactat (E 327) - Maltol (E 636) - Ethylmaltol (E 637) - Ribonucleotide - Calcium-5'-ribonucleotid (E 634) - Dinatrium-5'-ribonucleotid (E 635) - Thaumatin (E 957) |

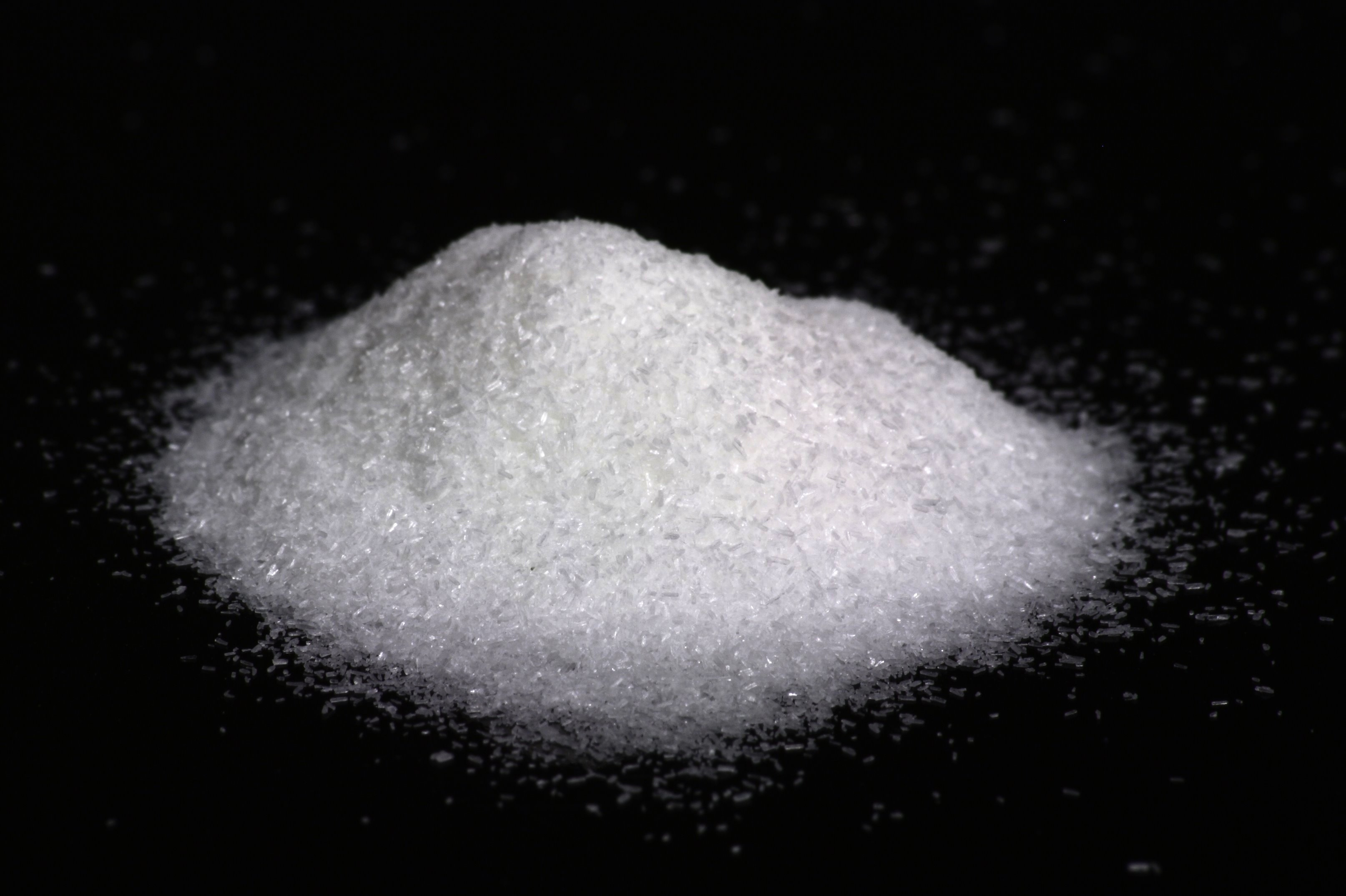
Beispielbild von Kristallen des Lebensmittelzusatzstoffs Mononatriumglutamat (MSG)

Geschmacksverstärker sind Lebensmittelzusatzstoffe. Als echte Geschmacksverstärker werden nur Einzelstoffe mit den E-Nummern E 6xx bezeichnet, nicht hingegen Mischprodukte mit einem hohen Anteil an Aminosäuren wie etwa Hefeextrakt, Hydrolysate von Proteinen oder Aromen. All diese übrigen Zusatzstoffe eignen sich durch ihre Wirkung jedoch ebenfalls als Geschmacksverstärker.

## Wirkungsweise
Traditionell wird im westlichen Kulturkreis angenommen, ihre Wirkung beruhe hauptsächlich auf der Sensibilisierung der Mundpapillen. Inzwischen ist belegt, dass sich z. B. Glutamate direkt an Rezeptoren der Geschmacksknospen binden und damit als fünfter Geschmack mit dem Namen Umami zu den bekannten vier Geschmacksrichtungen (süß, sauer, salzig, bitter) hinzugerechnet werden müssen. Der Geschmackssinn Umami ermöglicht, proteinhaltige Nahrungsquellen zu identifizieren. Darüber hinaus wird die Intensität des Umami-Geschmacks von Glutaminsäure durch die Purine Inosinmonophosphat (IMP) und Guanosinmonophosphat (GMP) erheblich verstärkt, was auch durch Zugabe ihrer Salze (vor allem Dinatriumguanosinat und Dinatriuminosinat) erreicht werden kann. Diese These wurde bereits im Jahre 1908 in Japan von Kikunae Ikeda aufgestellt.

## Verwendung
Viele Lebensmittel, unter anderem reife und insbesondere getrocknete Tomaten (getrocknet bis zu 0,648 %), Käse (bei Parmesan bis zu 2,7 % Glutamat), Muttermilch, Sojasauce und Fischsauce, enthalten schon von Natur aus relativ hohe Anteile von Glutamaten (die Anionen und die Salze der Glutaminsäure), die umgangssprachlich vereinfachend auch als Glutamat bezeichnet werden. In der Muttermilch ist Glutaminsäure die am häufigsten vorkommende Aminosäure. Da Glutaminsäure eine der 21 Aminosäuren ist, aus denen Proteine in allen Lebewesen gebildet werden, ist sie in jedem eiweißhaltigen Lebensmittel enthalten. In der industriellen Lebensmittelherstellung wird besonders häufig Mononatriumglutamat (E 621) eingesetzt. Eine verstärkte Wirkung wird bei Mischungen von 95 % Glutamaten und 5 % Guanylat oder Inosinat erzielt. Dadurch wird der Glutamatrezeptor auf der Zunge, bestehend aus den beiden Proteinen T1R1 und T1R3, stärker aktiviert. Homocysteinsäure, Cystein-S-sulfonsäure und Ibotensäure haben eine ähnliche Wirkung wie Glutamat. Tricholomasäure (in den Pilzen Tricholoma muscarium natürlich vorkommend) gehört ebenfalls zu den Geschmacksverstärkern.
Zur Verstärkung des Süßgeschmacks wird kohlenhydratreichen Lebensmitteln Maltol (E 636) hinzugesetzt, wodurch auch eine leichte Aromanote entsteht.

## Kritik
Geschmacksverstärker sind in die öffentliche Kritik geraten.
Eine gelegentlich behauptete Unverträglichkeit mancher Menschen gegen Glutamat hat sich jedoch nach wissenschaftlichen Maßstäben nicht nachweisen lassen.

### Clean Labelling
Im Zuge zunehmenden Ernährungsbewusstseins der Verbraucher sowie der Kennzeichnungspflicht für Lebensmittelzusatzstoffe werden in der Lebensmittelindustrie zunehmend Ersatzstoffe anstelle von kennzeichnungspflichtigen Geschmacksverstärkern (nur in Reinform – Einstufung mit sog. E-Nummern) verwandt. Bekannteste Beispiele hierfür sind die Verwendung von Hefeextrakten, Würzen und Gewürzextrakten, die – wie viele eiweißhaltige Lebensmittel –  natürliche Glutamate enthalten oder deren Wirkung verstärken.
Eine Mehrheit der deutschen Verbraucher fühlt sich einer EMNID-Umfrage zufolge durch Angaben wie „ohne Geschmacksverstärker“ getäuscht.